# 拉托諾島
43°16′56″N 5°18′34″E / 43.28222°N 5.30944°E

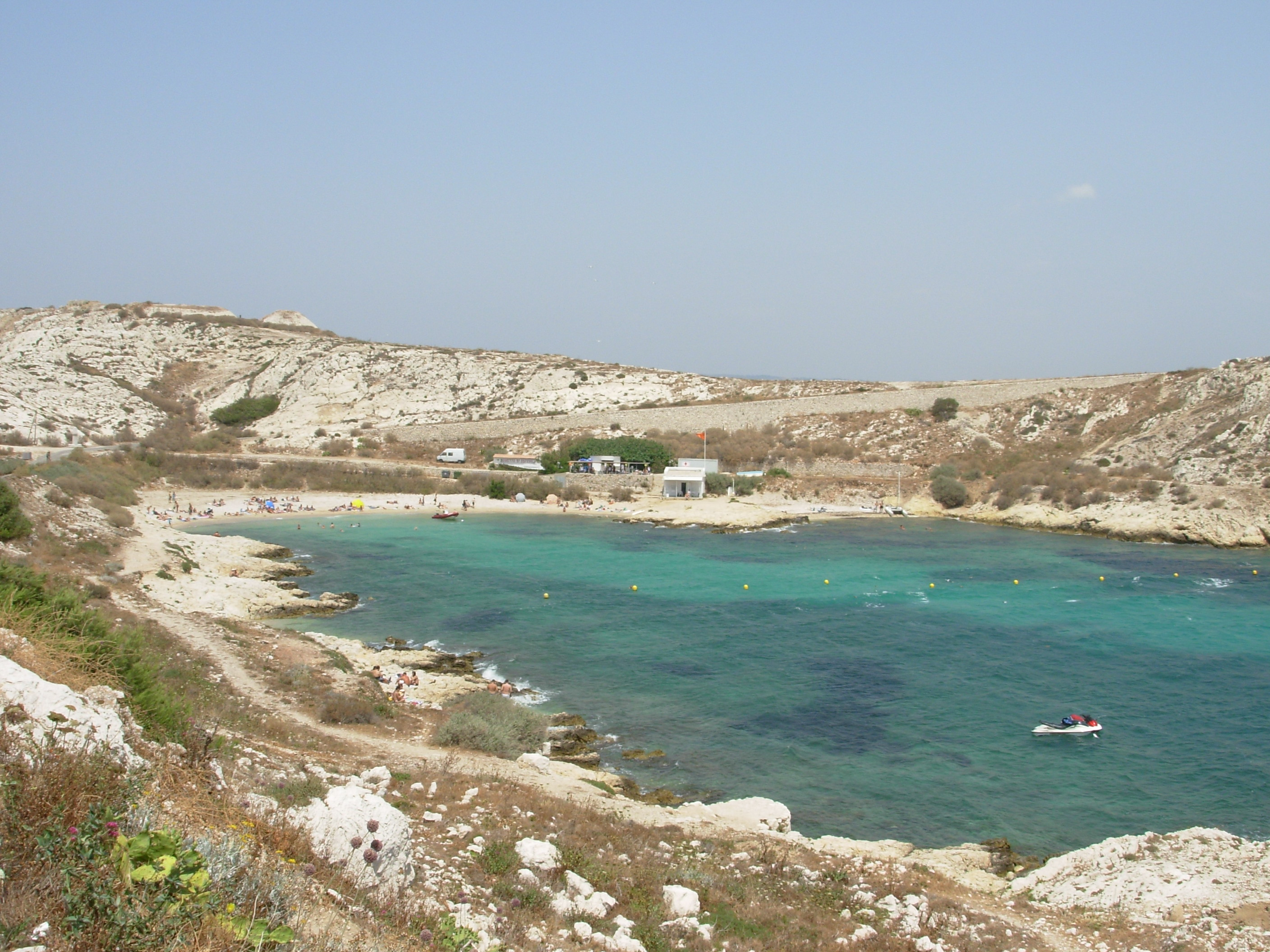

拉托諾島是法國的島嶼，位於地中海，屬於弗留利群島的一部分，由普羅旺斯-阿爾卑斯-蔚藍海岸負責管轄，最高點海拔高度76米，長2.5公、寬0.5公里。